# Liste des épisodes de Charmed

Cette page recense la liste des épisodes de la série télévisée américaine Charmed.

## Liste des épisodes

### Saison 1 (1998-1999)
1. Le Livre des ombres (Something Wicca This Way Comes)
2. Jeunesse éternelle (I've Got You Under My Skin)
3. Au nom du père (Thank You for Not Morphing)
4. Histoire de fantôme chinois (Dead Man Dating)
5. L'Homme de mes rêves (The Dream Sorcerer)
6. Mariage diabolique (The Wedding from Hell)
7. La Quatrième Sœur (The Fourth Sister)
8. Menace du futur (The Truth is Out There… and It Hurts)
9. La Sorcière de Salem (The Witch is Back)
10. Quand tombent les masques (Wicca Envy)
11. La Malédiction de l'urne (Feats of Clay)
12. Métamorphoses (The Wendigo)
13. Tant qu'il y aura l'amour (From Fear to Eternity)
14. L'Ange gardien (Secrets and Guys)
15. Possession (Is There a Woogy in the House?)
16. Clones en série (Which Prue is it Anyway?)
17. Le Pacte (That '70s Episode)
18. Triangle maléfique (When Bad Warlocks Go Good)
19. Innocence perdue (Blind Sided)
20. Le Pouvoir des Deux (The Power of Two)
21. L'Ultime Combat (Love Hurts)
22. Une journée sans fin (Déjà Vu All Over Again)

### Saison 2 (1999-2000)
1. Célébration (Witch Trial)
2. La Chasse aux sorcières (Morality Bites)
3. Le Château hanté (The Painted World)
4. Une musique d'enfer (The Devil's Music)
5. Masculin-féminin (She's a Man, Baby, a Man!)
6. Un coup de baguette magique (That Old Black Magic)
7. Les sorciers sont partout (They're Everywhere)
8. Le Mystère du lac (P3 H2O)
9. Usurpation d'identité (Ms. Hellfire)
10. De l'amour à la haine (Heartbreak City)
11. L'Héritier (Reckless Abandon)
12. Le Fruit défendu (Awakened)
13. Instinct animal (Animal Pragmatism)
14. Sœur contre sœurs (Pardon My Past)
15. Ange ou Démon (Give Me a Sign)
16. Mauvais Sort (Murphy's Luck)
17. Trois sorcières sans charme (How to Make a Quilt Out of Americans)
18. C'est pas du cinéma ! (Chick Flick)
19. Examen de conscience (Ex Libris)
20. Médecine occulte (Astral Monkey)
21. Les Cavaliers de l'Apocalypse (Apocalypse Not)
22. Derniers Vœux (Be Careful What You Witch For)

### Saison 3 (2000-2001)
1. Faces cachées (The Honeymoon's Over)
2. Les Damnés (Magic Hour)
3. Il était une fois... (Once Upon a Time)
4. Halloween chez les Halliwell (All Halliwell's Eve)
5. Balthazar (Sight Unseen)
6. À fleur de peau (Primrose Empath)
7. Querelles de sorcières (Power Outage)
8. Démon contre démon (Sleuthing with the Enemy)
9. Le Diable au corps (Coyote Piper)
10. Au service du mal (We All Scream for Ice Cream)
11. Les Règles du combat (Blinded by the Whitelighter)
12. L'Académie du mal (Wrestling with Demons)
13. Le Côté obscur (Bride and Gloom)
14. La Ville fantôme (The Good, the Bad and the Cursed)
15. Mariés à tout prix (Just Harried)
16. L'Ange de la mort (Death Takes a Halliwell)
17. Nos plus belles années (Pre-Witched)
18. Les Sept Péchés capitaux (Sin Francisco)
19. La Confrérie (The Demon Who Came in from the Cold)
20. Le Retour de Balthazar (Exit Strategy)
21. Indestructible (Looks Who's Barking)
22. Adieux (All Hell Breaks Loose)

### Saison 4 (2001-2002)
1. Les Liens du sang : 1re partie (Charmed Again: Part 1)
2. Les Liens du sang : 2e partie (Charmed Again: Part 2)
3. Rage et Chagrin (Hell Hath No Fury)
4. La Balade des âmes (Enter the Demon)
5. Les Poupées (Size Matters)
6. Un jour mon prince viendra (A Knight to Remember)
7. Le Point faible (Brain Drain)
8. Libéré du mal (Black as Cole)
9. L'union fait la force (Muse to My Ears)
10. Mauvais esprits (A Paige from the Past)
11. Prémonitions (Trial by Magic)
12. Ma sorcière mal aimée (Lost & Bound)
13. La Boîte de Pandore (Charmed & Dangerous)
14. Face à son destin (The Three Faces of Phoebe)
15. Un couple d'enfer (Marry Go Round)
16. Noces noires (The Fifth Halliwell)
17. Compagnons d'armes (Saving Private Leo)
18. Le Baiser du vampire (Bite Me)
19. L'Enchanteur (We're Off to See the Wizards)
20. Échec au roi (Long Live the Queen)
21. Pouvoir absolu (Womb Raider)
22. Choix final (Witch Way Now?)

### Saison 5 (2002-2003)
1. Les Sirènes de l'amour : 1re partie (A Witch's Tail: Part 1)..
2. Les Sirènes de l'amour : 2e partie (A Witch's Tail: Part 2)
3. Miroir, gentil miroir… (Happily Ever After)
4. Embrasse-moi (Siren Song)
5. Les Protectrices (Witches in Tights)
6. Le Mauvais Œil (The Eyes Have It)
7. La Peur au ventre (Sympathy for the Demon)
8. Le Maudit (A Witch in Time)
9. Invincible (Sam I Am)
10. Un corps pour deux âmes (Y tu Mummy también)
11. Nexus (The Importance of Being Phoebe)
12. Centenaire (Centennial Charmed)
13. Envoûtement (House Call)
14. Le Marchand de sable (Sand Francisco Dreamin')
15. La Relève (The Day the Magic Died)
16. Premier Combat (Baby's First Demon)
17. Les Leprechauns (Lucky Charmed)
18. Au cœur des souvenirs (Cat House)
19. Nymphes (Nymphs Just Wanna Have Fun)
20. Les Sens du mal (Sense and Sense Ability)
21. Le Nécromancien (Necromancing the Stone)
22. Le Choc des Titans : 1re partie (Oh My Goddess: Part 1)
23. Le Choc des Titans : 2e partie (Oh My Goddess: Part 2)

### Saison 6 (2003-2004)
Le 25 mars 2003, la série est renouvelée pour une sixième saison diffusée du 28 septembre 2003 au 16 mai 2004.
1. L'Âme des guerrières : 1re partie.(Valhalley of the Dolls: Part 1)
2. L'Âme des guerrières : 2e partie (Valhalley of the Dolls: Part 2)
3. L'Apprenti sorcier (Forget Me… Not)
4. Le Pouvoir des trois… blondes (The Power of Three Blondes)
5. Vengeance d'outre-tombe (Love's a Witch)
6. L'Énergie du désir (My Three Witches)
7. Pacte avec le diable (Soul Survivor)
8. Excalibur (Sword and the City)
9. Instinct paternel (Little Monsters)
10. Le Phœnix (Chris-Crossed)
11. Faites l'amour, pas la guerre (Witchstock)
12. L'Homme idéal (Prince Charmed)
13. Mata Hari (Used Karma)
14. Le Cavalier sans tête (The Legend of Sleepy Halliwell)
15. Le Mauvais Génie (I Dream of Phoebe)
16. L'Enfant de minuit (The Courtship of Wyatt's Father)
17. La Rebelle (Hyde School Reunion)
18. La Femme-araignée (Spin City)
19. Le Tribunal (Crimes and Witch-Demeanors)
20. Double personnalité (A Wrong Day's Journey Into Right)
21. Jeux dangereux (Witch Wars)
22. Pour l'amour d'un fils : 1re partie (It's a Bad, Bad, Bad, Bad World: Part 1)
23. Pour l'amour d'un fils : 2e partie (It's a Bad, Bad, Bad, Bad World: Part 2)

### Saison 7 (2004-2005)
Le 16 janvier 2004, la série est renouvelée pour une septième saison diffusée du 12 septembre 2004 au 22 mai 2005.
1. Ensorcelés (A Call to Arms)
2. À l'école de la magie (The Bare Witch Project)
3. Frères ennemis (Cheaper by the Coven)
4. La Malédiction du pirate (Charrrmed!)
5. La mort lui va si bien (Styx Feet Under)
6. Lune bleue (Once in a Blue Moon)
7. Avatar (Someone to Witch Over Me)
8. Roman noir (Charmed Noir)
9. Le Prix de la vérité (There's Something About Leo)
10. Démons et Merveilles (Witchness Protection)
11. Un nouveau monde (Ordinary Witches)
12. Charmageddon : 1re partie (Extreme Makeover: World Edition)
13. Charmageddon : 2e partie (Charmageddon)
14. Un prof d'enfer (Carpe Demon)
15. Tout feu tout flamme (Show Ghouls)
16. Sept ans de réflexion (The Seven Year Witch)
17. Sorcier en herbe (Scry Hard)
18. La Petite Boîte aux horreurs (Little Box of Horrors)
19. Le Corps du délit (Freaky Phoebe)
20. La Main sur le berceau (Imaginary Friends)
21. Derniers Maux : 1re partie (Death Becomes Them)
22. Derniers Maux : 2e partie (Something Wicca This Way Goes?)

### Saison 8 (2005-2006)
Le 15 mai 2005, la série est renouvelée pour une huitième et dernière saison diffusée du 25 septembre 2005 au 21 mai 2006.
1. Une nouvelle vie (Still Charmed & Kicking)
2. Traquées (Malice in Wonderland)
3. Au-delà des apparences (Run Piper, Run)
4. L'Élu (Desperate Housewitches)
5. Ressuscitées (Rewitched)
6. Le Poids du passé (Kill Billie: Vol. 1)
7. Le Protégé (The Lost Picture Show)
8. La femme est l'avenir de l'homme (Battle of the Hexes)
9. L'Antidote (Hulkus Pocus)
10. La Force du destin (Vaya Con Leos)
11. Mr. Jekyll & Mrs. Hyde (Mr and Mrs Witch)
12. Hold-up (Payback's a Witch)
13. La Maison des poupées (Repo Manor)
14. Le Sceptre du zodiaque (12 Angry Zen)
15. La Bataille de Christy (The Last Temptation of Christy)
16. La Bague au doigt (Engaged and Confused)
17. Les Noxons (Generation Hex)
18. Trahison (The Torn Identity)
19. La Clef des songes (The Jung and the Restless)
20. Le Monde à l'envers (Gone with the Witches)
21. L'Appel du Néant (Kill Billie : Vol. 2)
22. Forever Charmed (Forever Charmed)